# (73699) Landaupfalz
(73699) Landaupfalz est un astéroïde de la ceinture principale.

## Description
(73699) Landaupfalz est un astéroïde de la ceinture principale. Il fut découvert le 4 octobre 1991 à Tautenburg par Freimut Börngen et Lutz Dieter Schmadel. Il présente une orbite caractérisée par un demi-grand axe de 2,54 UA, une excentricité de 0,29 et une inclinaison de 7,5° par rapport à l'écliptique.